# Resultados do Carnaval de Maceió
Resultados do Carnaval de Maceió.

## 2003
| Pos | Escolas               | Pts   | Classificação  | Ref   |
| --- | --------------------- | ----- | -------------- | ----- |
| 1   | Gaviões da Pajuçara\| |       | Campeã de 2003 | [ 1 ] |
| 2   | 13 de Maio            |       | [ 1 ]          |       |
| 3º  | Arco-Íris             | [ 1 ] |                |       |

## 2006
| Pos | Escolas             | Pts | Classificação  | Ref         |
| --- | ------------------- | --- | -------------- | ----------- |
| 1   | Girassol            | 89  | Campeã de 2006 | [ 2 ] [ 3 ] |
| 2º  | Gaviões da Pajuçara | 89  |                | [ 3 ]       |
| 3º  | 13 de Maio          |     | [ 3 ]          |             |

## 2007
Desfiles sem competição.

## 2009
| Pos | Escolas               | Pts | Classificação  | Ref         |
| --- | --------------------- | --- | -------------- | ----------- |
| 1   | Gaviões da Pajuçara   | 81  | Campeã de 2009 | [ 5 ] [ 6 ] |
| 2   | 13 de Maio            |     |                | [ 5 ] [ 6 ] |
| 3   | Jangadeiros Alagoanos | 75  | [ 5 ] [ 6 ]    |             |
| 4   | Girassol              | 70  | [ 5 ]          |             |
| 5   | Arco-Íris             | 66  | [ 5 ]          |             |

## 2011
| Pos | Escolas             | Pts   | Classificação  | Ref   |
| --- | ------------------- | ----- | -------------- | ----- |
| 1   | Girassol            |       | Campeã de 2011 | [ 7 ] |
| 2   | Gaviões da Pajuçara |       | [ 7 ]          |       |
| 3   | Unidos do Poço      | [ 7 ] |                |       |

## 2013
Em 2013 não ocorreu competição apenas desfiles nos bairros das escolas.

## 2014
| Pos | Escolas               | Pts  | Classificação  | Ref           |
| --- | --------------------- | ---- | -------------- | ------------- |
| 1   | Gaviões da Pajuçara   | 99,5 | Campeã de 2014 | [ 10 ] [ 11 ] |
| 2   | Girassol              | 96   |                | [ 10 ] [ 11 ] |
| 3   | Jangadeiros Alagoanos | 94,5 | [ 10 ] [ 11 ]  |               |
| 4   | Unidos do Poço        | 87,5 | [ 10 ] [ 11 ]  |               |
| 5   | Arco-Íris             | 84   | [ 10 ] [ 11 ]  |               |

## 2015
Em 2015 desfile sem avaliação.

## 2016
Sem avaliação

## 2018
| Pos | Escolas             | Pts | Classificação  | Ref    |
| --- | ------------------- | --- | -------------- | ------ |
| 1   | Gaviões da Pajuçara |     | Campeã de 2018 | [ 14 ] |
| 2   | Unidos do Poço      |     |                | [ 14 ] |
| 3   | Girassol            |     | [ 14 ]         |        |
| 4   |                     |     |                |        |
| 5   |                     |     |                |        |